# 無人店舗

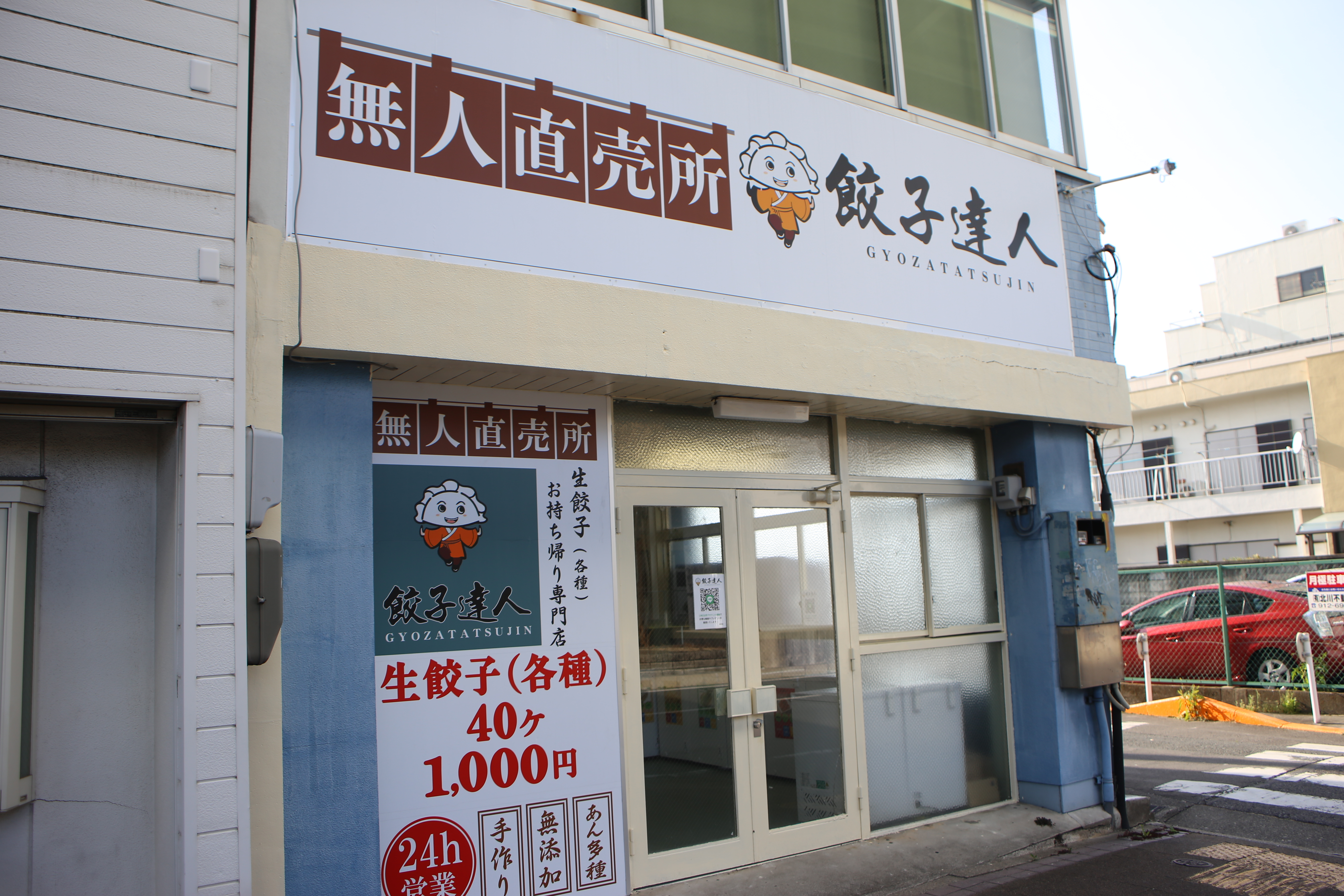
餃子の無人販売店。名古屋

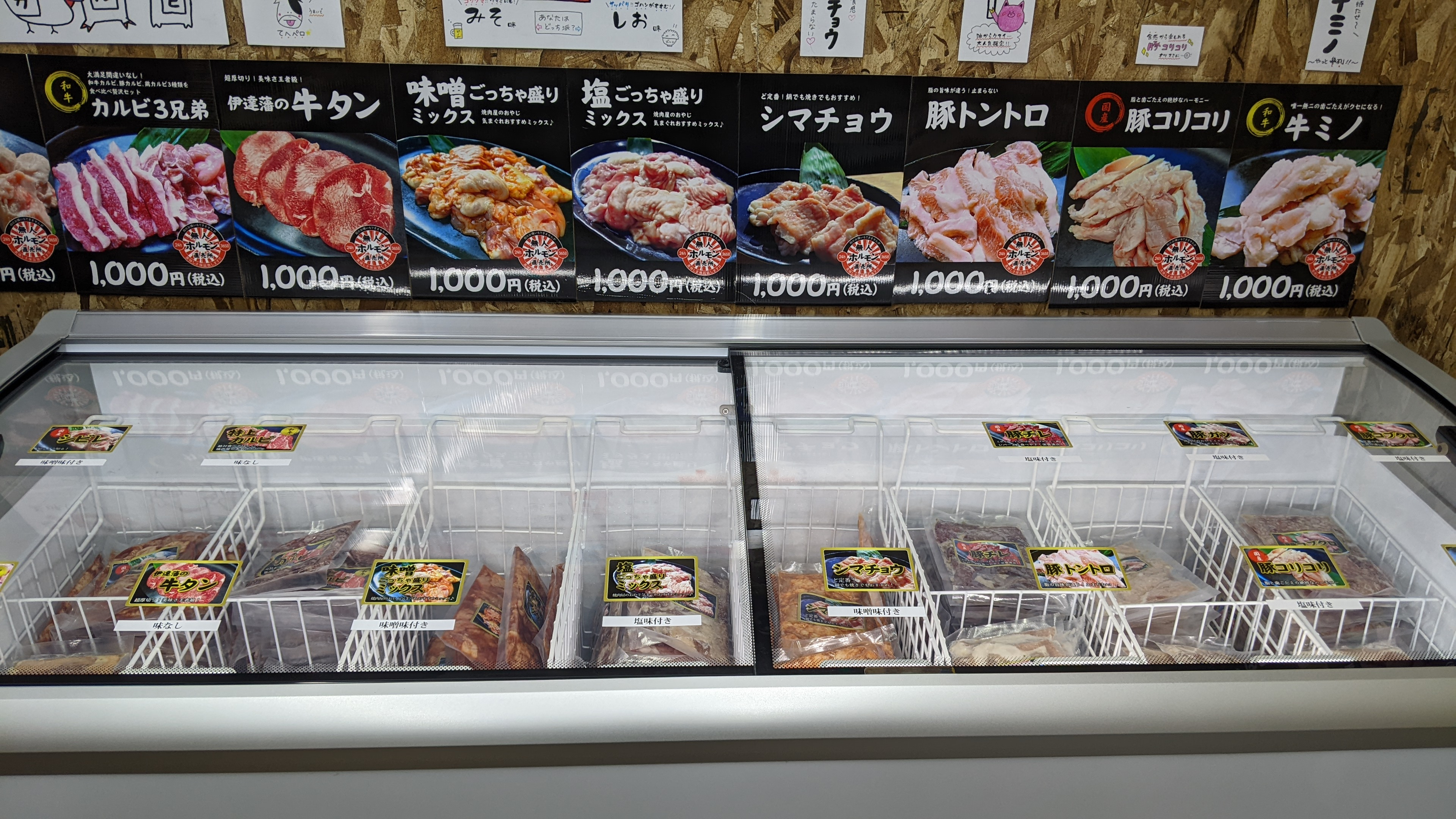
焼肉用の肉の無人販売店

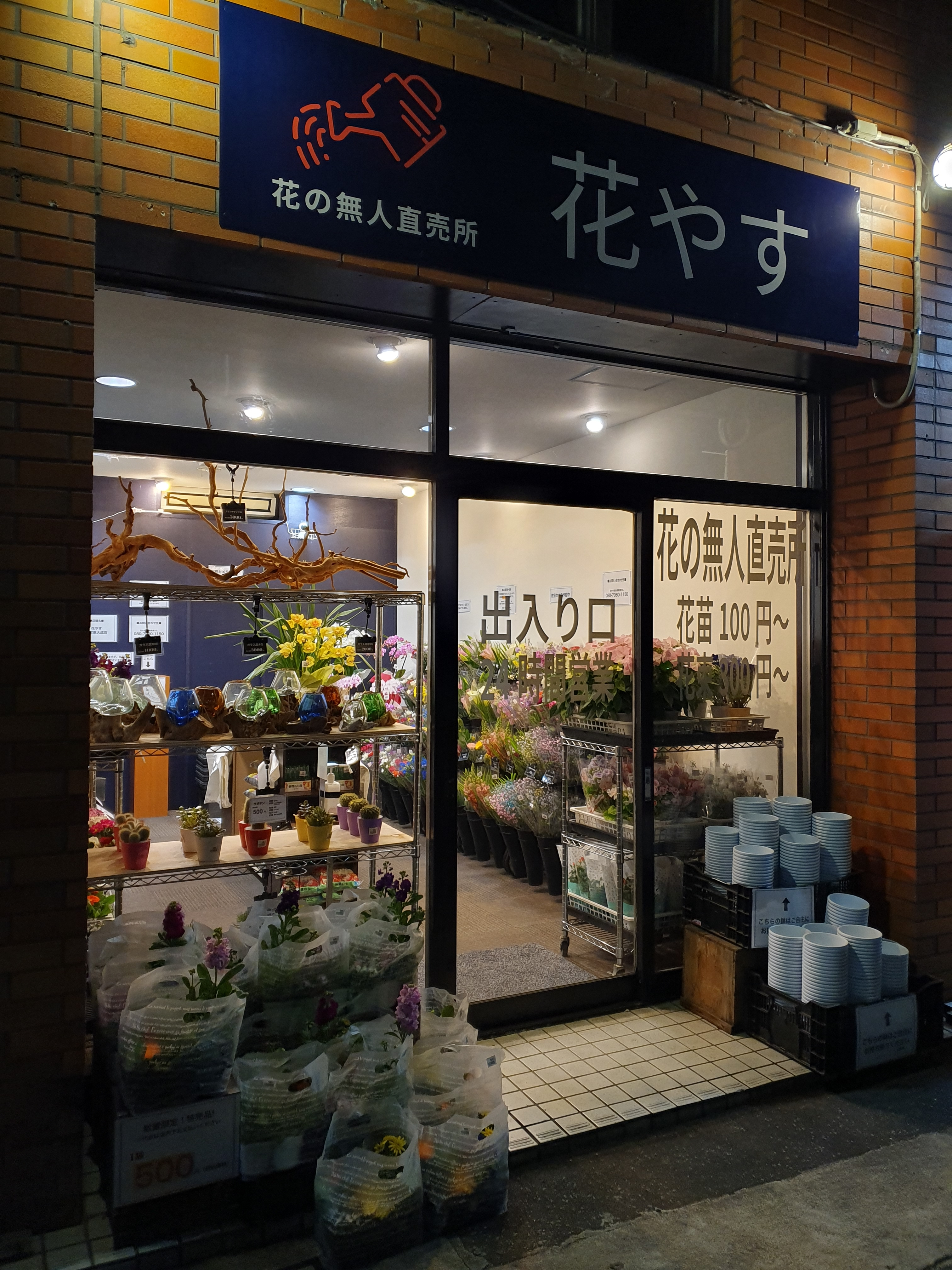
無人の生花店

無人店舗（むじんてんぽ、英: Unmanned store(英語版) ）は、店内に店員がいない店舗。無人店、無人販売所とも。
古くから全国で畑の脇などに設置されている、棚や小屋でできた野菜や果物の無人販売所に関しては「良心市」を参照。これを日本では「無人店舗」と呼ぶ場合もあるが、実体は「屋台（stand）」であり「店舗（store）」の形式を取らないことから、海外では区別されており、本項でもそれに従う。「屋台」の形式すら取らず、野ざらしの商品の隣に料金箱を設置したものや（屋台への陳列が難しい巨大カボチャなど）、商品を入れた戸棚や冷蔵庫に料金箱を設置したもの（自動販売機が普及していない地域で多い）、料金箱があるだけのコインパーキングなども含め、例えば英語では「honesty box」または「honour box」と呼ばれている。

## 概要
「良心市」や「自動販売機」などと同じく、「セルフサービス」に分類される小売業の業態の一つである。「店舗」であるから、建築基準法第2条第1号で定義された「建築物」の中で物品・サービスが販売されている。「店舗」の形式を取るにしても、取らないにしても、盗難のコストよりも店員を導入するコストが高い場合は、支払いを購入者の良心に委ね、商品と料金箱のみを設置しておくのが普通で、小売業の業態として古くから存在する。
そのような旧来の無人店舗とは別に、現代では機械やAIなどの最新技術が導入された新しい形態の無人店舗が登場している。

### 旧来の無人店舗
古くからある無人販売店では、店舗内に利用案内を掲示し、商品を並べ価格を表示し料金箱を置いただけの店もある。料金箱については錠と鎖などで一応は盗難防止措置をとるものが多い。利用者は代金を料金箱に入れ、商品を持ち帰る。監視カメラも設置されていない無人店舗もあり、品物をいくつ持ち帰ったか記録が残らず、経営は購入者の良心で成り立っている。
盗難のコストよりも機械を導入するコストが低い、または売り上げに対して機械を導入するコストが低いと経営者が判断した場合は、機械が設置される。購入者の良心に期待しきれなくなるような出来事があったのか、監視カメラを設置するようになった店もある。盗難のコストに対して監視カメラを導入するコストが高すぎる場合のための「ダミーカメラ」も市販されている。
店舗内にコインロッカー形式のガラス扉の棚を設置する無人店舗もある。ロッカーは透明ガラスの扉を備えた多数の箱から成り、商品が見える。客はガラス越しに見て選び、気に入った箱の脇の料金投入口に指定料金を入れれば錠が解除されるので、扉を開けて商品を取り出せば良い。
セルフレジが設置され、電子決済やPOSレジスターなどの高度な機能が導入されている無人店舗もある。そうなると、店員がいない以外は通常の小売り店舗とほとんど変わらない。

### レジなし店舗
レジなし店舗（en:Cashierless store）は、料金箱もセルフレジも存在しない、モバイルアプリ連動の無人店舗である。スマートフォン関連の技術とAIを活用し、購入した商品の登録や支払いはモバイルアプリを通して行う。
店舗の天井にはカメラやセンターが備え付けられている。客が入店した時から、移動したルート、商品の閲覧、手に取った商品、ラベルの閲覧、商品の返品など、客がとるあらゆる動作がカメラに記録される。保存されたデータはAIに送られ画像認識が行われる。
客が特定の商品を選択すると、APP内に存在する仮想ショッピングカートに自動で商品が追加される。客が商品を購入した場合、APP内の仮想ショッピングカートに存在する商品は自動的に削除される。前述した通りセルフレジであるため、レジ係の会計を待つ必要はなく客はそのままドアから外に出ればよい。

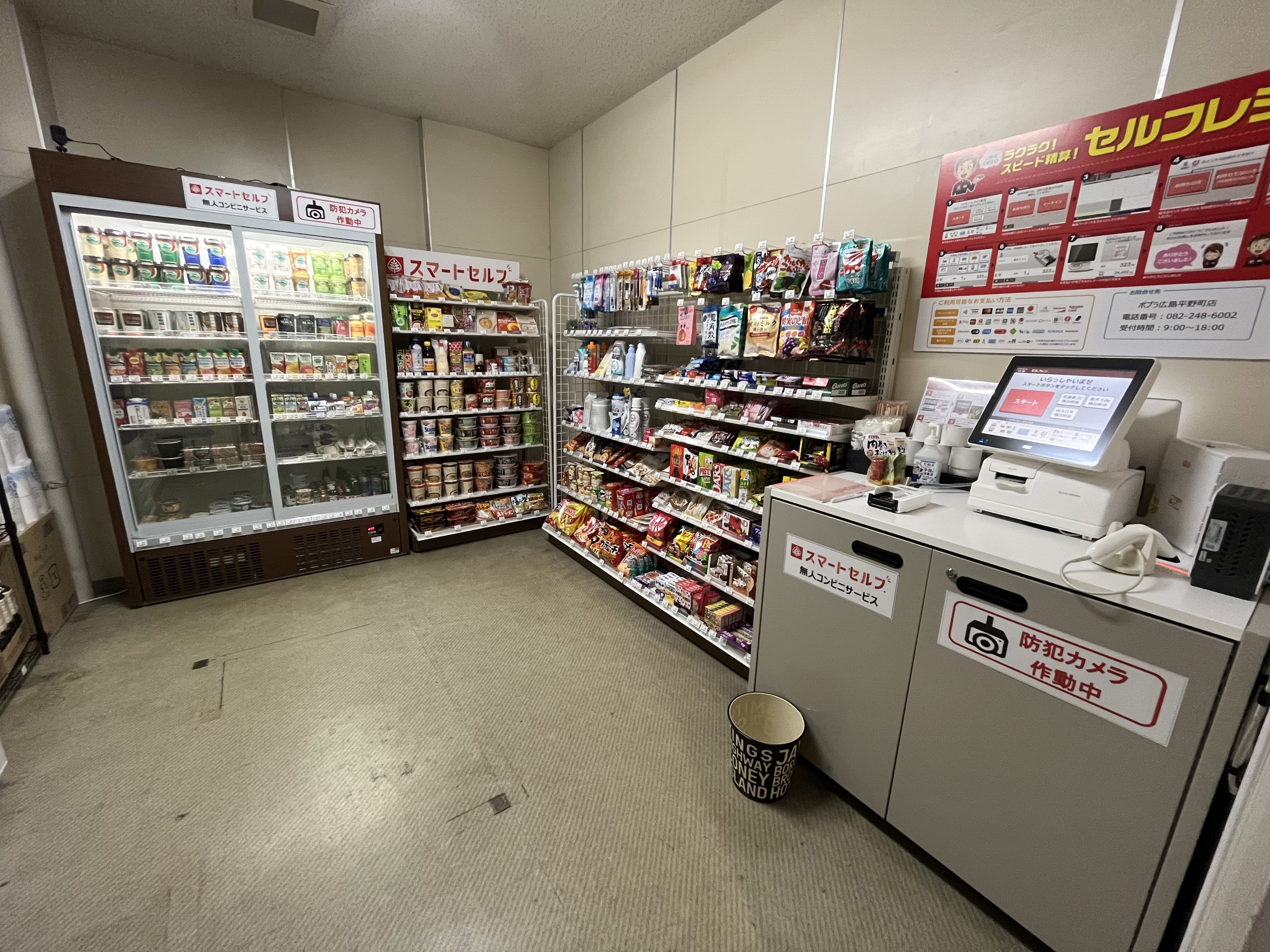
ポプラの無人店舗、「スマートセルフ」の一例。（広島県広島市南区）
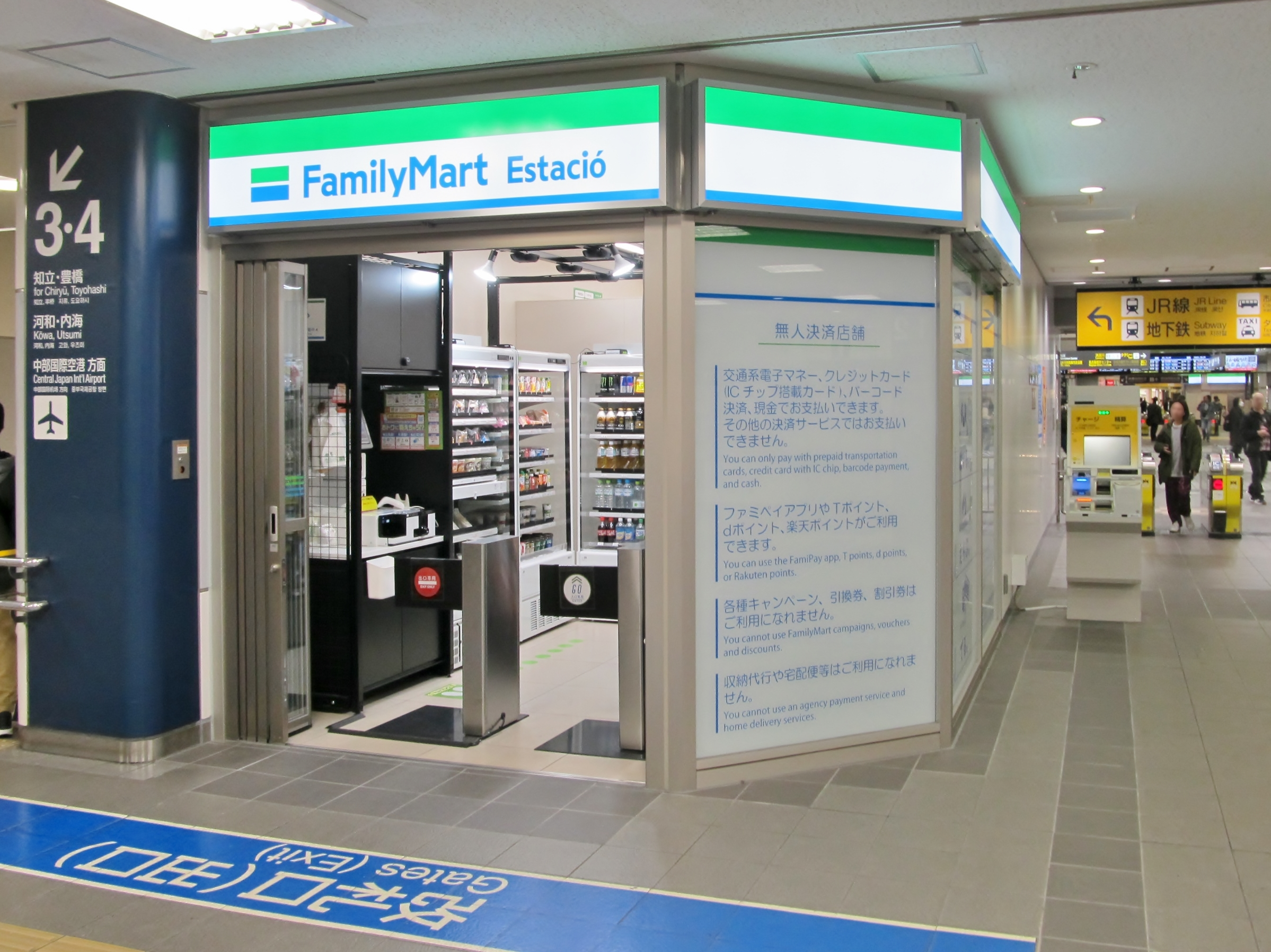
ファミリーマートの無人決済店

### 扱う商品の範囲
扱う商品を特定の分野に限定した専門店型が多い。冷凍餃子専門、あるいは冷凍の肉や肉加工品専門など、細かな商品カテゴリに限定した無人店舗が多い。他には、焼き菓子専門、コーヒー豆専門、野菜専門、レトルトカレー専門、飲料専門、衣料専門など。
全国の餃子の無人店の数は、22年度末までの3年間で10倍に増え、1400店舗となった。
無人の古着屋は、東京で10店舗以上あり、大阪も10店舗以上あり、福岡も数店舗ほどある（2024年現在）。
chocoZAPは2022年7月に登場した基本的に無人の小型トレーニングジムで、2023年8月に全国で1,500店舗を超えた。2024年にエステマシン、脱毛器など美容機器、カラオケ装置、洗濯乾燥機などを設置しサービス分野を広げた。なお、基本は無人店舗だが2024年には店舗を巡回するトレーナーの人数を拡大するなど一部で有人化による品質向上も図り始めた。

## 歴史

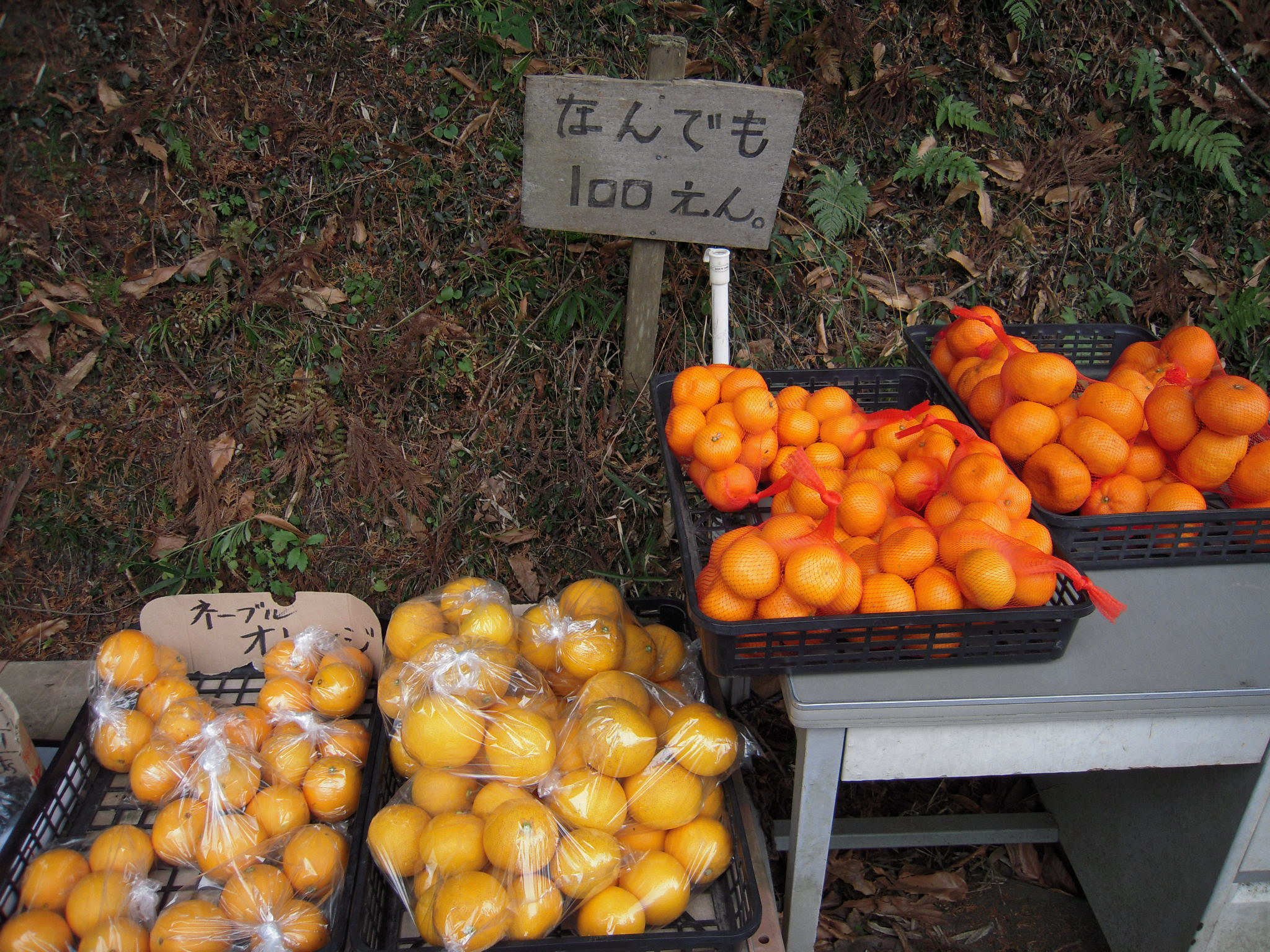
柑橘類の無人販売所

### 古くからの無人店舗
畑の脇に設置された棚や小屋でできた野菜や果物の無人販売所は古くから存在しているが、それ以外にも、街中で店舗を構えていながら無人店舗として運営されている野菜店が、やはり古くから存在している。
コロナ禍（2020年1月-）により、政府から、3つの密を避けるべき、人と人の接触を避けるべきと指導も行われ、無人店舗が歓迎されることになった。
2020年8月に東京中野区に24時間営業の無人古着店の「ムジンノフクヤ」が開店した。

### ITの活用

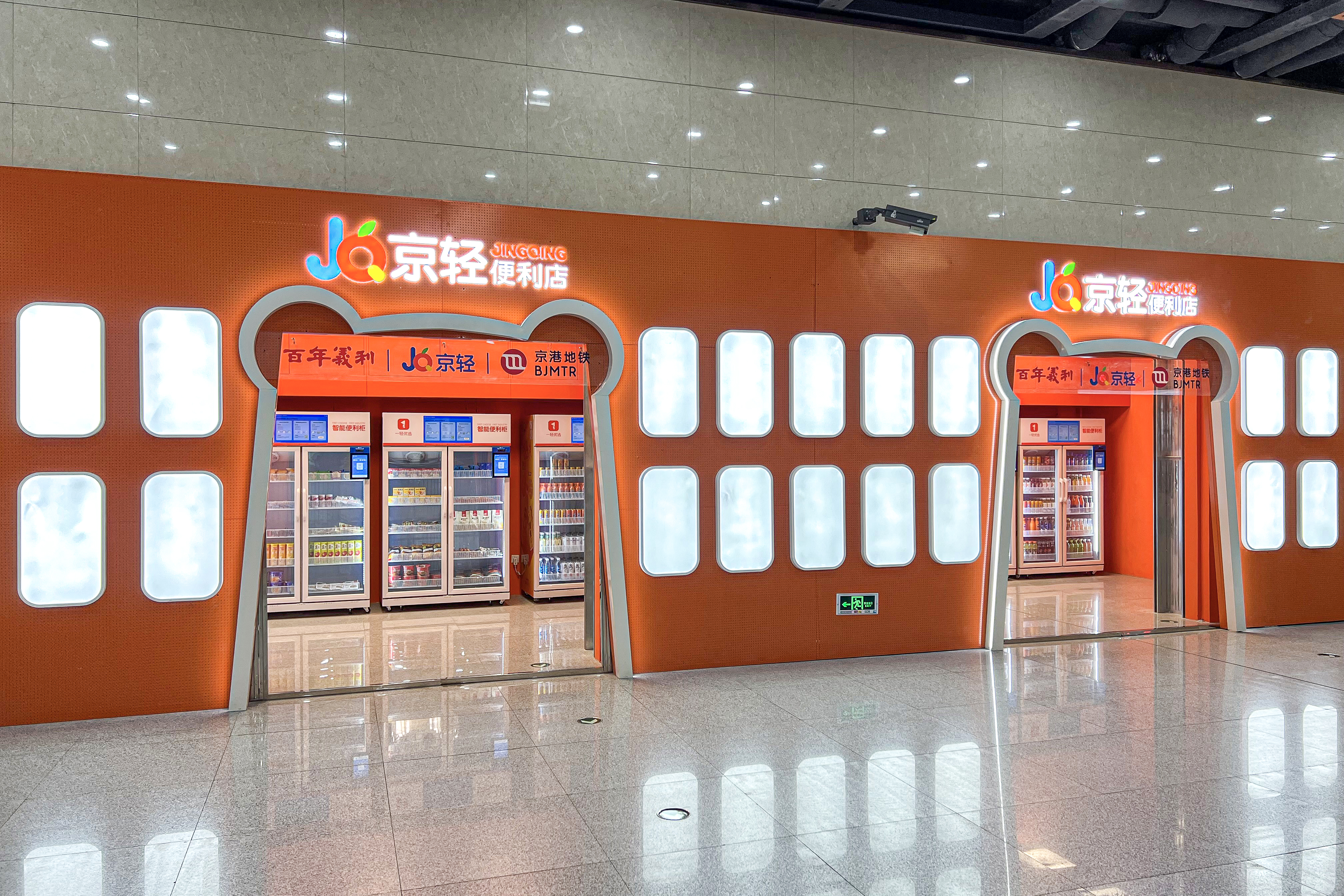
北京地下鉄国家図書館駅構内にある無人店舗

無人店舗の米中競争
2012年、Cisco社は、スマートフォンやタブレットが急速に普及したことにより現実味を帯びた無人店舗が秘める可能性について論文を発表した。2014年、ShelfX社が無人店舗の第一号店を開発した。客は店内でスマートフォンにカードをスワイプすることで料金を支払うことができ、レジで会計をせずに店外に出ることができた。2016年2月、スウェーデン初の無人店舗がVikenにオープンした。
2016年12月、アマゾンはITを活用した無人店舗『Amazon Go』の立ち上げと研究開発を開始した。2018年1月22日、アメリカのシアトルで一般客が利用できるITを活用した無人店舗を正式にオープンした。2019年5月7日、Amazonはアメリカのニューヨークに初の無人店舗「Amazon Go」をオープンすると発表し、ニューヨークのブルックフィールド・プラザ・ショッピングセンターの2階に作られた。
アマゾンがアメリカで最初にITを活用した無人店舗の開設を発表したのに対して、中国は国内でのITを活用した無人店舗の開設と成長でアメリカに対抗した。2017年7月、淘宝網は杭州に期間限定の無人店舗『タオ・コーヒー』をオープンした。2018年1月にはアリババが体験型無人店舗をオープンさせた。他にも、中国の小売大手である京東商城やWeChatも無人店舗を出店している。
5月16日、韓国の無人店舗『SIGNATURE』がソウルで最も高いビルであるロッテワールドタワーの31階にオープンした。2018年1月29日には台湾でもセブンイレブン初の無人店舗『X-STORE』が開店した。2017年には、中国で200の無人店舗がオープンしたと推定される。
中国におけるスマート型無人店舗の衰退
2018年早々、中国では多くの無人店舗が閉店や倒産に追い込まれ、無人店舗バブルは崩壊した。2018年7月、オンライン小売業者のJD.comは主要都市のオフィスビルに5,000機のスマートシェルフを配置する計画を発表したが、その6ヶ月後に計画を撤回した。また、無人店舗を有人店舗に改修したケースも多い。無人店舗が急速に衰退した理由として、多くの店舗がテクノロジーに注力する一方でカスタマーエクスペリエンスを軽視していたことが挙げられる。
一度は衰退した中国での無人店舗だが、技術と小売りの融合は今後益々進んでいくと考えられ、同国での無人店舗には未だ発展の余地が残されている｡
キャンパスドンキ
ディスカウント店「ドン・キホーテ」を運営するパン・パシフィック・インターナショナルホールディングスが大学の構内に設置する小型の無人店舗。AIカメラで客の動き・姿勢を分析、重量センサーでどの客がどの商品をいくつ取ったかを判断、利用客は専用アプリにPayPayを連携させておき、入り口でQRコードをかざして入店し商品を取って退店すれば会計が完了する。品揃えは若者に人気の高い商品を中心に絞り込み、主要顧客層である若年層向けマーケティング拠点としての役割も持たせる。2025年7月1日、大阪電気通信大学に1号店を開店、同年11月には別の大学内にも設ける。

## スマートシェルフ型無人店舗
RFIDタグを使ったスマートシェルフによる在庫管理方法の導入も進んでいる。
これを発展させて無人店舗とした形態も模索されている。

## 無人コンビニ
- エーエム・ピーエム・ジャパンは、1995年（平成7年）9月5日に東京都千代田区に無人コンビニエンスストア「オートマチック・スーパー・デリス」の1号店として麹町店を開店した[27][28]。
- ロボットベンチャーテレイグジスタンス社はNEDOと共に、人間がロボットを遠隔操作する「テレイグジスタンス」技術を核とした拡張労働基盤(Augmented Workforce Platform)の開発促進事業を行なっており、そこで開発した「Model-T」を「ローソン Model T 東京ポートシティ竹芝店」へ導入、2020年9月開業[29][30]。